# Keedz
Keedz est un groupe de musique électronique français, composé de jeunes choristes, formé en 2007.

## Biographie
En 2008, Keedz sort l'album studio Stand on the Word composée de onze chansons, sorti sous les labels Elias Music, Mercury Records et Universal Music. L'album est produit par Julien Jabre, Jimmy Mikaoui et Laurent Tordjman. Ces derniers ont écrit, avec David Eugène Joubert et Phyliss McKoy Joubert, sept chansons sur les onze pistes présents dans l'album. 
Keedz se fait connaître grâce au single Stand on the Word, extrait de l'album du même nom. Le single est remixé par MiMa, un groupe composé de Michael Tordjman et Maxime Desprez. Il se classe durant 34 semaines dans le hit-parade français (SNEP), du 22 octobre 2011 au 1er septembre 2012. La version originale funk et soul de Stand on the Word date de 1985, elle est interprétée par The Joubert Singers, produite par Tony Humphries et George Rodriguez Jr. sur le label Next Plateau Records (New York).
Stand on the Word est choisi en tant que coming-next du Grand Journal sur Canal+, du 29 septembre au 3 octobre 2008. Stand on the Word fait partie de la bande originale de la série de télévision australienne Underbelly et de la bande originale du film Polisse.
Au début de l'année 2021, dans le contexte de la pandémie de Covid-19, le gouvernement de la République française utilise Stand on the World comme musique du spot télévisé appelant au respect des gestes barrières, dans le cadre de la campagne de sensibilisation Tenir ensemble.

## Accueil
Certaines critiques jugent que Keedz s'inspire du groupe de musique électronique français Justice, notamment à cause de la chanson D.A.N.C.E.. Keedz réfute cette affirmation,. 

## Discographie

### Albums studio
- 2008 : Stand on the Word

1. Stand on the Word (MiMa Version) - 3:28
2. Stomp - 2:55
3. Love is All - 3:29
4. Praises - 4:07
5. Crazy - 4:07
6. Wade in the Water - 3:48
7. Destiny - 3:05
8. Clap on - 3:22
9. World Hold On - 4:00
10. Can You Feel It - 4:47
11. Stand on the Word 1982 - 4:46

### Singles
| Année     | Single            | Meilleure position | Certification | Album             |
| Année     | Single            | France             | Certification | Album             |
| --------- | ----------------- | ------------------ | ------------- | ----------------- |
| 2011-2012 | Stand on the Word | 12                 |               | Stand on the Word |